# 有薗未也美
有薗 未也美（ありぞの みやび、1999年11月16日 - ）は、日本の元女子バレーボール選手である。

## 来歴
長崎県長崎市出身。コーチを務める友人の母に誘われて小学3年生からバレーボールを始めた。
九州文化学園高等学校、長崎国際大学を経て、2021-22シーズンの終盤、V.LEAGUE DIVISION2 WOMEN（V2女子）に所属するプレステージ・インターナショナルアランマーレの追加内定選手となった。その後、チームは、新形コロナウイルス感染症の影響で、V1・V2入替戦出場がかかるV2女子の最終戦を選手複数人が欠場となる事態になり、有薗はその大一番でVリーグデビューを果たした。チームはフルセットで敗れ、入替戦出場はならなかった。
2022年、大学卒業後に、プレステージ・インターナショナルアランマーレに入団した。新加入選手発表会見では、「プレーだけでなく、声や姿でみんなを頑張らせるプレーを目指したい。」と意気込んだ。入団1シーズン目となる2022-23シーズン、チームのレギュラーに定着し、チームのV2女子優勝とV1昇格に貢献した。
2023-24シーズン、V1女子の試合に出場し、V1デビューを果たした。
2024年、アランマーレを退団し現役引退。

## 所属チーム
- 九州文化学園高等学校（2015-2018年）
- 長崎国際大学（2018-2022年）
- プレステージ・インターナショナルアランマーレ（2022-2024年）